# Elaenia pelzelni
Elaenia pelzelni là một loài chim trong họ Tyrannidae.
Loài này được tìm thấy dọc theo sông Amazon lưu vực Brazil; cũng phía bắc Peru và biên giới liền kề Colombia; còn Bôlivia. Các con sông là Xingu, Iriri, Madeira, và Juruá của Brazil và Ma-rốc của Peru. Môi trường sống tự nhiên của nó là rừng nhiệt đới ẩm nhiệt đới hoặc cận nhiệt đới